# 山根克
山根 克（やまね かつ、1974年〈昭和49年〉8月1日 - ）は、日本のロボット研究者。接触や接続が可変するロボットや筋骨格系の順動力学計算法である分解・組立法（Assembly-Disassembly Algorithm、ADA）を開発。この手法はOpenHRP3の動力学計算エンジンに採用され、逆運動学手法もアニマニウムに実装された。さらに筋骨格モデル動作解析ソフトウェア「nMotion musculous」として製品化されている。
2002年に東京大学において課程博士で博士（工学）の学位を取得。カーネギーメロン大学客員研究員を経て、東京大学大学院情報理工学系研究科で助手、講師、准教授を歴任。この間、2004年にIEEE Robotics and Automation Society Early Academic Carrer Awardを受賞し、2005年には科学技術分野の文部科学大臣表彰 若手科学者賞を受賞した。
2008年10月から渡米してディズニーリサーチシニア・リサーチ・サイエンティストに就任し、カーネギーメロン大学の連携准教授も兼務。その後、2018年にはホンダ・リサーチ・インスティチュート・USAシニア・サイエンティストに就任し、ロバート・ボッシュ社主任研究員（2021年時点）を経て、2022年現在はスタートアップ企業Path Roboticsで主任研究員を務める。

## 来歴・人物

### 東京大学時代
東京大学機械情報工学科に進学。1997年に学部を、1999年に大学院修士課程を修了。中村仁彦のもとで、パラレルメカニズムの動解析と制御に従事。引き続き中村のもとで博士課程に進学し、2000年からは日本学術振興会特別研究員。ヒューマンフィギュアやヒューマノイドロボットの順動力学計算法の研究に取り組む。
山根はセガとの共同研究として、SRインバースを適用した運動学計算（キネマティクス計算）のみによるヒューマンフィギュアの計算手法にも取り組む。これはアニマニウムに実装された。また、モーションキャプチャーで取得したデータを、ヒューマノイドにとって動力学的に整合性のあるモーションに変換するダイナミクス・フィルタ（Dynamics Filter）にも取り組んだ。
2002年3月に博士課程を修了し、博士（工学）の学位を取得。2002年度には1年間カーネギーメロン大学で客員研究員を務め、2003年4月から東京大学大学院情報理工学系研究科知能機械情報工学専攻助手に着任する（後、講師、准教授）。21世紀COEプロジェクトにも参画し、力学的情報処理や知能の研究にも関与した。2005年の愛・地球博には中村研究室からアニマトロニックヒューマノイドロボット・プロジェクトを出展しており、山根もモーションキャプチャーや逆運動学計算のプログラミングに携わった。
山根はヒューマノイドの動力学計算法を、筋骨格系のシミュレーション技術に拡張し、一連の研究は特許も取得。これには大武美保子も一時期参画した。山根は面状メッシュマーカーのモーションキャプチャーの開発にも取り組み、株式会社ナックイメージテクノロジーから筋骨格モデル動作解析ソフトウェア「nMotion musculous」として製品化された。

### 渡米後
山根は東京大学を辞し、2008年10月からディズニーリサーチのピッツバーグ研究所にシニア・リサーチ・サイエンティスト（上級研究員）として着任する。ディズニーはディズニーランドに代表されるテーマパーク用のロボットを古くから手掛けており、さらに研究所では研究テーマを自由に選ぶことができ、また学会発表にも制限がなかった。山根はここで、ヒューマノイドロボットやヒューマン・ロボット・インタラクションの研究に従事し、カーネギーメロン大学の連携准教授も兼務した。
2010年、山根は人間のキャプチャーデータから、ヒューマノイドロボットの動作を生成する技術を開発。さらに人間の動作データからアニメーションのキャラクターの動作を生成する技術も開発する。さらに2015年には、アニメーションのキャラクターの動作データから、歩行を実現できるロボットの構造を設計する方法、およびゼロモーメントポイントのバランスを取ってロボットを歩行させることにも成功した。
また、3Dプリンターで骨格を構成し、圧力センサーを内蔵した風船のような外装のロボットや、脚がはずれても歩き続けることができる六本足ロボットも製作している。ヒューマンロボットインタラクションの分野では、ロボットが人間とキャッチボールをしていてボールを落とした時のしぐさを工夫し、それを人間がどう感じるか検証する研究を実施している。
なお、2015年に創刊された日経ロボティクスの執筆協力者にも名を連ね、アメリカのロボット事情などについて執筆（節#解説記事も参照）。2018年、山根はホンダ・リサーチ・インスティチュート・USAのシニア・サイエンティストに着任。2021年9月時点でロバート・ボッシュ社の主任研究員（Principal Research Scientist）。2022年10月時点では
アメリカのコロンバスにある自動溶接ロボットシステムのスタートアップ企業「Path Robotics」のPrincipal Research Scientist 。

## 受賞歴
- 2000年 - 第14回日本ロボット学会論文賞[46][注 4]
- 2001年 - IEEE Transactions on Robotics and Automation King-Sun Fu Memorial Best Paper Award[47][注 5]
- 2003年 - 『アニマニウム』が3D Awardを受賞[48]
- 2004年 - IEEE Robotics and Automation Society Early Academic Carrer Award[49]
- 2005年 - 平成17年度科学技術分野の文部科学大臣表彰 若手科学者賞[15]
- 2005年 - Best Paper Award（IEEE-RAS International Conference on Humanoid Robots）[50][注 6]
- 2016年 - Best Technical Paper Award（IEEE ROMAN2016）[51][注 7]）
- 2017年 - Best Paper Award Finalists（Robotics Science and Systems Foundation）[52][注 8]

## 主な著作

### 学位論文
- Katsu Yamane (2002-03-29). Realtime Interactive Dynamics Computation of Structure-Varying Kinematic Chains and Its Application to Motion Generation of Human Figures. 博士論文（甲第17019号、博工第5160号）. 東京大学.[注 9][5]

### 著書
- Katsu Yamane (2004). Simulating and Generating Motions of Human Figures. Springer Tracts in Advanced Robotics. イーブック ISBN 978-3-540-39673-4、ハードカバー ISBN 978-3-540-20317-9、ソフトカバー ISBN 978-3-642-05788-5。

### 解説記事
- 「仮想ロボットプラットフォーム」『日本ロボット学会誌』第19巻第1号、2001年、28-36頁。[注 10]
- 「ヒューマノイドロボットソフトウェアプラットフォームOpenHRP」『日本ロボット学会誌』第21巻第7号、2003年、785-793頁。[注 11]
- 「分散コンポーネント型ロボットシミュレータOpenHRP3」『日本ロボット学会誌』第26巻第5号、2008年、399-406頁。[注 12]
- 「全人間シミュレーション」『日本ロボット学会誌』第26巻第7号、2008年、746-747頁。
- 「人を集め，育てる：アメリカの場合」『日本ロボット学会誌』第30巻第10号、2012年、947-948頁。
- 「魔法の国を支えるエンジニアの仕事」『日本機械学会誌』第119巻第1168号、2016年、122-125頁。
- 「Walt Disney社のオーディオ・アニマトロニクス技術、フィギュア本体とプログラミングで進むデジタル化」『日経ロボティクス』2016年4月号。
- 「人とロボットの物理的インタラクション、現状を踏まえ安全性や法・倫理的な課題を考察」『日経ロボティクス』第27号、2017年10月、25-27頁。
- 「米国ロボット業界の転職事情、求人状況は非常に良好」『日経ロボティクス』2018年4月号。
- 「深層強化学習のロボット制御への応用 現状と課題」『日経ロボティクス』2018年10月号。
- 「パーソナルアシスタントロボット、普及への課題」『日経ロボティクス』2019年10月号。
- 「コロナ禍後のシリコンバレーはどうなるのか」『日経ロボティクス』2020年10月号。
- 「ハードウェア研究の今後」『日経ロボティクス』2021年10月号。